# Olivia Gollan
Olivia Gollan, née le 27 août 1973 à Maitland, est une coureuse cycliste australienne.

## Biographie
Olivia Gollan dispute ses premières courses cyclistes à l'âge de 26 ans. Après avoir fréquenté l'Australian Institute of Sport en 2002, elle devient championne d'Australie sur route, et vice-championne du contre-la-montre en 2003. Elle remporte le Geelong Tour, le Tour de Berne, le Trophée d'Or féminin, et se classe deuxième de l'Amstel Gold Race, une course de la coupe du monde. Elle dispute le championnat du monde du contre-la-montre, dont elle prend la seizième place. Elle termine l'année à la douzième place du classement UCI.
En 2004, elle est deuxième du Trofeo Alfredo Binda-Comune di Cittiglio, troisième de la Coupe du monde cycliste féminine de Montréal, puis participe aux Jeux olympiques d'Athènes. Elle y prend la douzième place de la course en ligne, remportée par sa compatriote Sara Carrigan. En septembre, elle est à nouveau seizième du championnat du monde du contre-la-montre.
Elle devient professionnelle en 2005 au sein de l'équipe allemande Nürnberger Versicherung, l'une des meilleures équipes du monde. Elle évolue ensuite dans l'équipe Nobili Rubinetterie Menikini Cogeas en 2006, puis Menikini-Selle Italia en 2007 et 2008. Elle met fin à sa carrière en mars 2008.

## Palmarès
- 2001
  - Canberra Milk Race
- 2002
  - Coppa della Nazione
  - 5e étape de la Bay Classic
- 2003
  - Championne d'Australie sur route
  - Geelong Tour
  - Tour de Berne
  - Trophée d'Or féminin
  - 2e du championnat d'Australie du contre-la-montre
  - 2e de  l’Amstel Gold Race
- 2004
  - 2e du Trofeo Alfredo Binda-Comune di Cittiglio
  - 3e de la Coupe du monde cycliste féminine de Montréal
  - 7e du Gran Premio Castilla y Leon
  - 8e du Grand Prix de Plouay
  - 9e de la Flèche wallonne
- 2005
  - Scandinavian Open GP
- 2006
  - 3e étape de Gracia Orlová
  - 2e étape du Tour du Grand Montréal
  - 1re étape de la Vuelta Ciclista Femenina a el Salvador
  - GP De Santa Ana
  - 9e de la course en ligne des Jeux du Commonwealth
- 2007
  - 3e étape du Tour féminin en Limousin
  - 2e du Tour de Prince Edward Island
  - 2e du Tour féminin en Limousin

## Classements mondiaux
| Année                                 | 2002 | 2003 | 2004 | 2005 | 2006 | 2007 |
| ------------------------------------- | ---- | ---- | ---- | ---- | ---- | ---- |
| Classement UCI                        | 118e | 12e  | 20e  | 117e | 34e  | 57e  |
| Coupe du monde                        | nc   | nc   | 9e   | nc   | nc   | nc   |
|                                       |      |      |      |      |      |      |
| Légende : nc = non classéSource : UCI |      |      |      |      |      |      |